# Władimir Aleksiejew (admirał)

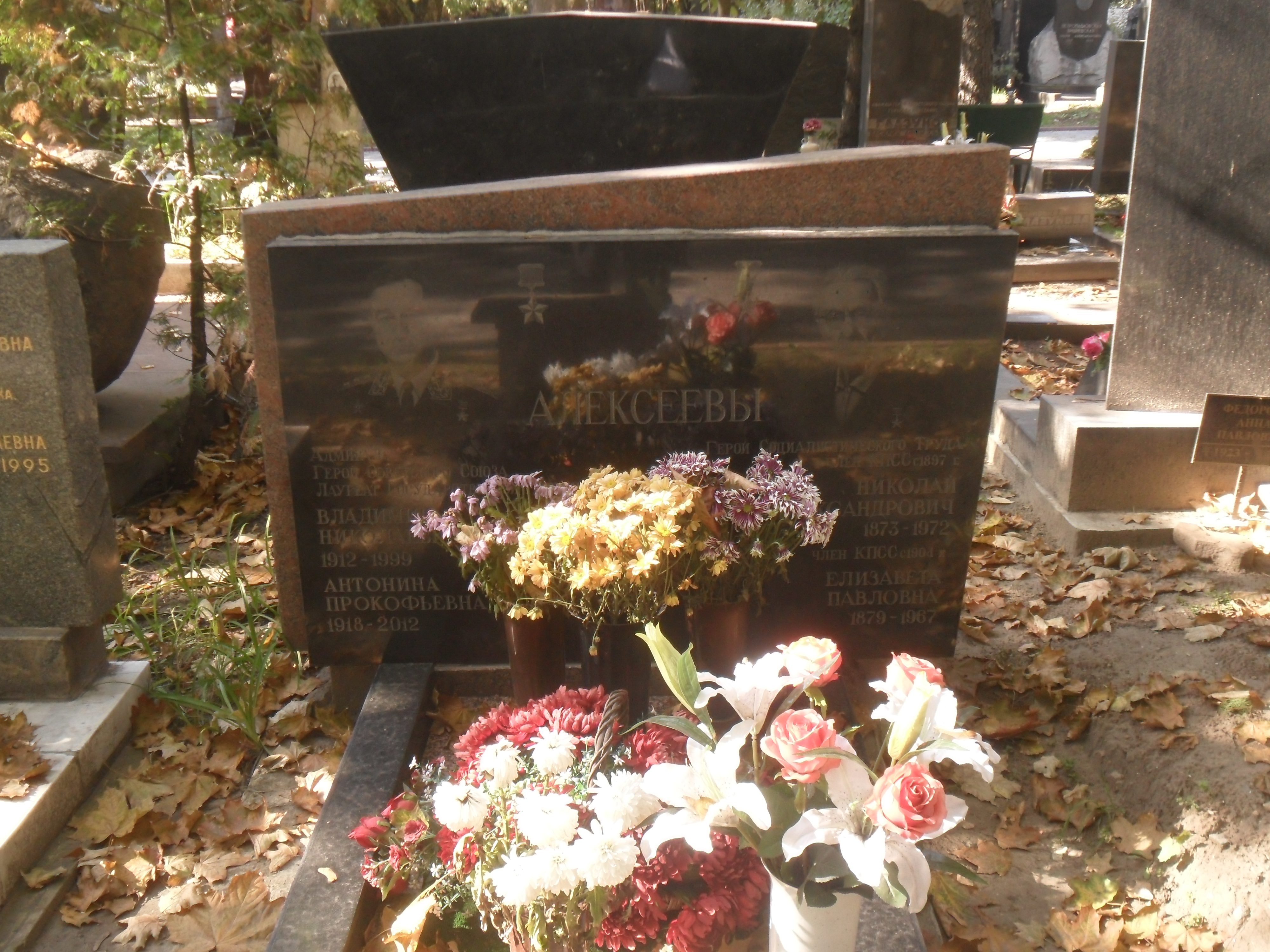
Grób Władimira Aleksiejewa na Cmentarzu Nowodziewiczym

Władimir Nikołajewicz Aleksiejew (ros. Владимир Николаевич Алексеев; ur. 26 sierpnia?/8 września 1912 we wsi Kimiltiej w guberni irkuckiej, zm. 24 lipca 1999 w Moskwie) – radziecki admirał.

## Życiorys
Był synem lekarza i rewolucjonisty Nikołaja. Mieszkał na Syberii (Czyta, Irkuck, Krasnojarsk), a od 1922 w Moskwie. Podczas nauki w szkole pracował jako marynarz na Morzu Czarnym, w 1929 skończył 9 klas szkoły w Moskwie, po czym wrócił do zawodu marynarza, w 1932 ukończył technikum morskie w Leningradzie, od października 1933 służył w Marynarce Wojennej ZSRR, był marynarzem Floty Oceanu Spokojnego. W sierpniu 1938 podczas stalinowskich czystek w armii w wyniku fałszywego oskarżenia został aresztowany i wyrzucony z marynarki, był poddawany śledztwu w więzieniu, w styczniu 1939 wypuszczono go i w lutym 1939 przywrócono do służby we flocie. Był dowódcą oddziału kutrów torpedowych i szefem sztabu dywizjonu kutrów torpedowych, latem 1943 odbywał staż we Flocie Bałtyckiej, w grudniu 1943 ukończył Wojskową Akademię Morską ewakuowaną do Samarkandy. Brał udział w obronie Leningradu, wiosną 1944 kierował jednym z oddziałów Wydziału Wywiadowczego Sztabu Floty Północnej, od maja 1944 do kwietnia 1945 dowodził 3 dywizjonem brygady kutrów torpedowych, później został szefem sztabu brygady kutrów torpedowych, brał udział w obronie obszarów podbiegunowych i w operacji petsamsko-kirkeneskiej. Szczególnie wyróżnił się podczas operacji petsamsko-kirkeneskiej w bitwie morskiej w nocy na 12 października 1944, gdy odparł atak konwoju wroga i zadał mu duże straty. Po wojnie kontynuował służbę we Flocie Północnej, w 1953 ukończył Wyższą Akademię Wojskową, następnie od grudnia 1953 do grudnia 1955 był komendantem wojskowej bazy morskiej w Lipawie, a od grudnia 1955 do listopada 1956 dowodził oddziałem okrętów specjalnego przeznaczenia Floty Bałtyckiej; w marcu-kwietniu 1956 kierował przerzuceniem tego oddziału z portu morskiego w Gdyni do portu w Aleksandrii (Egipt), później od czerwca do września 1956 zajmował się szkoleniem egipskich marynarzy. Od listopada 1956 do marca 1957 dowodził wojskową bazą morską w Świnoujściu, później wykładał w Wyższej Akademii Wojskowej, od września 1957 do lipca 1962 był szefem sztabu Floty Bałtyckiej w Bałtyjsku, następnie wykładał w Wojskowej Akademii Sztabu Generalnego. Od listopada 1963 do listopada 1965 był pomocnikiem przedstawiciela Głównego Dowództwa Zjednoczonych Sił Zbrojnych Państw-Stron Układu Warszawskiego w Rumunii, później zastępcą szefa i od czerwca 1967 do 1975 I zastępcą szefa Głównego Sztabu Marynarki Wojennej, następnie konsultantem Wojskowej Akademii Sztabu Generalnego, we wrześniu 1986 zakończył służbę.

## Awanse
- porucznik (16 marca 1926)
- starszy porucznik (3 października 1939)
- kapitan porucznik (6 listopada 1941)
- kapitan 3 rangi (3 stycznia 1944)
- kapitan 2 rangi (20 lipca 1944)
- kapitan 1 rangi (10 listopada 1947)
- kontradmirał (27 stycznia 1951)
- wiceadmirał (27 kwietnia 1962)
- admirał (6 listopada 1970)

## Nagrody i odznaczenia
- Bohater Związku Radzieckiego (5 listopada 1944)
- Order Lenina (5 listopada 1944)
- Order Rewolucji Październikowej (1974)
- Order Czerwonego Sztandaru, pięć razy (3 razy w roku 1944, 1953)
- Order Wojny Ojczyźnianej I klasy (dwukrotnie, 16 sierpnia 1945 i 11 marca 1985)
- Order Czerwonej Gwiazdy (20 czerwca 1949)
- Order „Za Służbę Ojczyźnie w Siłach Zbrojnych ZSRR” (16 lutego 1982)
- Medal „Za zasługi bojowe” (1944)
- Medal „Za obronę Radzieckiego Obszaru Podbiegunowego” (1945)
- Krzyż Komandorski Orderu Odrodzenia Polski (15 grudnia 1962)
- Order Zasług dla Ojczyzny (NRD) (1985)
- Nagroda Państwowa ZSRR (1980)

Źródło: